# المشواف (بكيل المير)

تعديل مصدري - تعديل

المشواف هي إحدى قرى عزلة صبران بمديرية بكيل المير التابعة لمحافظة حجة، بلغ تعداد سكانها 26 نسمة حسب تعداد اليمن لعام 2004.